# 100 Eleventh Avenue
Il 100 Eleventh Avenue è un edificio residenziale di 23 piani situato all'incrocio tra la 19th Street e la West Side Highway nel quartiere di Manhattan, New York. L'edificio è stato progettato dall'architetto Jean Nouvel.